# الجراح بن مليح
الجراح بن مليح، ( - 175 هـ / 792م) محدث من تابعي التابعين. ووالد وكيع بن الجراح، وُلد بالسغد، ولاه هارون الرشيد على بيت المال بمدينة السلام. وكان على دار الضرب بمدينة الري، ويقال: محتده من نواحي الري من بليدة أستوا. وكان ضعيفًا في الحديث ممتنعا به.

## روايته للحديث النبوي
- روى عن: زياد بن علاقة، وأبي إسحاق، وسماك بن حرب، وعطاء بن السائب، ومنصور بن المعتمر.[1][2]
- روى عنه: ولده وكيع بن الجراح، وعبد الرحمن بن مهدي، وقبيصة بن ذؤيب، ومسدد بن مسرهد، ويحيى الحماني، وعثمان بن أبي شيبة.[1]
- الجرح والتعديل: قال البخاري: صدوق، وقال النسائي: ليس به بأس، وقال أبو حاتم الرازي: يكتب حديثه، ولا يحتج به، وقال ابن حبان: يقلب الأسانيد ويرفع المراسيل، وقال أبو أحمد بن عدي الجرجاني: «صدوق، له أحاديث صالحة وروايات مستقيمة وحديثه لا بأس به ولم أجد في حديثه منكرا فأذكره وعامة ما يرويه عنه ابنه وكيع، وقد حدث عنه غير وكيع الثقات من الناس».[3] ووثقه أبو داود، وروى له مسلم بن الحجاج، والنسائي وأبو داود، ابن ماجه، والبخاري في كتاب الأدب.[1]